# 삼성 신화
삼성 신화(三姓神話)는 한국의 제주도에서 기원한 고대 국가 탐라의 건국 신화로 한반도의 단군 신화와는 다르다. 삼성 신화는 영주지, 고려사, 나사녹과 탐라지에 설명되어 있으며, 영주지를 제외한 나머지 사료에서는 벽랑국에서 온 소녀가 일본국에서 온 소녀로 설명되었다.

## 설명
고려사 57권에 다음과 같은 설명이 있다.
태초(太初)에 사람이 없었는데, 세 신인(神人)이 한라산 북쪽 기슭 모흥혈(毛興穴)로부터 솟아 나왔다. 맏이는 양을나(良乙那), 그 다음을 고을나(高乙那), 셋째는 부을나(夫乙那)라고 했는데 세 사람은 수렵을 하면서 가죽옷을 입고 고기를 먹었다. 어느날 나무 상자가 동쪽 바닷가로 떠내려 온 것을 발견하고 나가서 열어 보니 그 안에 석함(石函)이 있고 붉은 띠에 자줏빛 옷을 입은 사자(使者) 한 사람이 따라와 있었다. 석함을 여니 푸른 옷을 입은 세 처녀와 구독(駒犢; 망아지와 송아지 등 가축)과 오곡(五穀)의 종자가 있었다. 사자(使者)가 "우리는 일본국(日本國)의 사신입니다. 우리 왕이 세 왕녀를 낳고 말하기를 「서해(西海)의 중악(中嶽)에 신자(神子) 세 사람이 내려와 장차 나라를 열고자 하나 배필이 없구나」 하고는 저에게 분부하여 세 딸을 모시고 여기에 오도록 한 것입니다. 마땅히 배필로 삼아 대업(大業)을 이루십시오."라고 말한 후 홀연히 구름을 타고 가버렸다. 세 사람이 나이 순서에 따라 세 여자를 나누어 아내로 삼고서, 샘이 달고 땅이 비옥한 곳으로 가서, 화살을 쏘아 땅을 점치고는 양을나가 사는 곳을 제일도(第一都)라 하였고, 고을나가 사는 곳을 제이도(第二都)라 하였으며, 부을나가 사는 곳을 제삼도(第三都)라 하였다. 처음으로 오곡을 파종하고 가축을 길러 나날이 부유하고 자손이 번성하게 되었다.
15대손에 형제 세 사람이 신라에 조회하니 왕이 큰아들을 성주(星主)라 부르고, 둘째 아들을 왕자(王子)라 불렀으며, 막내아들을 도내(都內)라 불렀다. 읍호(邑號)는 탐라(耽羅)라 하였는데, 이는 그들이 왔을 때 처음 탐진에 정박하였기 때문이다. 각기 보개(寶盖)와 의대(衣帶)를 하사하고 돌려보냈다. 자손이 번성하면서 고(高)씨가 성주(星主)가 되고, 양(良)씨가 왕자(王子)가 되며, 부(夫)씨가 도상(徒上)이 되었다. 후에 양(良)을 양(梁)으로 고쳤다.

## 같이 보기
- 삼성혈
- 탐라
- 한국 신화